# Cyclisme aux Jeux sud-américains de 1978
Navigation
Rosario 1982
Les compétitions de cyclisme des Jeux sud-américains de 1978 se sont déroulées du 3 au 12 novembre, à La Paz, en Bolivie. Elles ont vu la domination des cyclistes argentins qui ont remporté les sept titres mis en jeu. Le 7 novembre, José Ruchansky bat le record du monde du kilomètre départ arrêté.

## Podiums

### Cyclisme sur route
| Épreuves                    | Or                                                                                 | Argent             | Bronze           |
| --------------------------- | ---------------------------------------------------------------------------------- | ------------------ | ---------------- |
| Compétitions masculines     |                                                                                    |                    |                  |
| Course en ligne             | Juan Carlos Haedo (en) (ARG)                                                       | Fidel Angulo (BOL) | José López (BOL) |
| Course en ligne par équipes | Argentine Oswaldo Frossasco (en) Juan Carlos Haedo (en) Mario Aguilar Luciano Ozán | Bolivie            | Paraguay         |

### Cyclisme sur piste
Les compétitions se sont déroulées au vélodrome d'Alto Irpavi, à 3 417 mètres d'altitude.
| Épreuves                | Or                                                                                | Argent                 | Bronze                          |
| ----------------------- | --------------------------------------------------------------------------------- | ---------------------- | ------------------------------- |
| Compétitions masculines |                                                                                   |                        |                                 |
| Kilomètre               | José Ruchansky (ARG)                                                              | Eduardo Trillini (ARG) | José Antonio Urquijo (en) (CHI) |
| Vitesse individuelle    | José Ruchansky (ARG)                                                              | Jesús Torres (ARG)     | Berthy Pérez (BOL)              |
| Poursuite individuelle  | Pedro Caíno (es) (ARG)                                                            | Edgar Cueto (BOL)      | José Palma (ARG)                |
| Poursuite par équipes   | Argentine Eduardo Trillini José Palma Carlos Miguel Álvarez (en) Pedro Caíno (es) | Bolivie                | Chili                           |
| Course aux points       | José Palma (ARG)                                                                  | Edgar Cueto (BOL)      | Pedro Caíno (es) (ARG)          |

## Faits marquants
Les compétitions de cyclisme sur piste se déroulent sur le vélodrome d'Alto Irpavi, à 3 417 mètres d'altitude. Inauguré un an plus tôt, pour les VIIIe Jeux bolivariens, la piste de 333,33 mètres est rapide. Elle permet à l'Argentin José Ruchansky d'établir un nouveau record du monde (le seul des Jeux sud-américains de 1978). Le mardi 7 novembre, il bat celui du kilomètre contre-la-montre. Sept compétiteurs sont en présence. Le deuxième à s'élancer est l'Argentin Eduardo Trillini. En réalisant 1 min 4 s 840, il est un temps considéré, par erreur, comme le nouveau recordman du monde. Pourtant cette marque tombera effectivement avec le dernier concurrent. Ruchansky, effectue le kilomètre en 1 min 4 s 225 et efface des tablettes le Danois Niels Fredborg et son temps de 1 min 4 s 49, réalisé en 1973, sur le vélodrome de Mexico. Ruchansky s'octroiera une seconde médaille d'or en vitesse individuelle.
Juan Carlos Haedo (en), le père de Juan José et de Lucas Sebastián, qui furent coureurs professionnels, s'impose dans la course en ligne.
Quatre Argentins (Caíno, Haedo, Palma et Ruchansky) obtiennent deux titres sur la piste bolivienne. Pedro Caíno (es) et José Palma y ajoutent une médaille de bronze.

## Tableau des médailles
| Rang  | Nation    | Or | Argent | Bronze | Total |
| ----- | --------- | -- | ------ | ------ | ----- |
| 1     | Argentine | 7  | 2      | 2      | 11    |
| 2     | Bolivie   | 0  | 5      | 2      | 7     |
| 3     | Chili     | 0  | 0      | 2      | 2     |
| 4     | Paraguay  | 0  | 0      | 1      | 1     |
| Total | Total     | 7  | 7      | 7      | 21    |